# Kościół św. Mikołaja w Siedliskach
Kościół św. Mikołaja w Siedliskach – rzymskokatolicki kościół rektoralny znajdujący się w miejscowości Siedliska w powiecie gorlickim województwa małopolskiego.

## Historia
Kościół został zbudowany na przełomie XIV i XV wieku. Materiałem, którego użyto był kamień. Kościół pierwotnie zbudowany był w stylu gotyckim, ale na skutek licznych przeróbek zatracił swoje cechy stylowe. Świątynia na przestrzeni wieków była kilkakrotnie odnawiana. Prace konserwatorskie i renowacyjne rozpoczęto na nowo w 2008 roku. Wymieniono pokrycie dachu na blachę miedzianą, został odnowiony ołtarz główny i sufit oraz otynkowane i wymalowane ściany. W lipcu 2012 roku przebudowano boczną kaplicę i poświęcono ją Matce Bożej Bolesnej. W czerwcu 2013 roku kościół otynkowano i wymalowano, z zachowaniem kamiennych fragmentów elewacji.
Ołtarz główny, drewniany, w stylu rokoko pochodzi z drugiej połowy XVIII wieku. Znajdują się w nim trzy obrazy: „Chrystus na Krzyżu" (kopia obrazu Wojciecha Gersona); „Święty Mikołaj" (autorstwa Tadeusza Serednickiego z 1963); „Święty Józef" ( z XVII wieku). W prezbiterium po lewej stronie znajduje się „Święty Benedykt" z XVIII wieku, natomiast po prawej stronie „Serce Pana Jezusa", również dzieło Serednickiego. Dwa ołtarze boczne, barokowe z połowy XVII wieku. W lewym ołtarzu obrazy „Matka Boża Bolesna łaskami słynąca"  i „Święty Marcin" z XVIII wieku. W prawym ołtarzu: „Święty Antoni" i „Święty Franciszek otrzymujący stygmaty" z XIX wieku. W skład wyposażenia wchodzą także: chrzcielnica drewniana, barokowa z XVII wieku; ambona barokowa z drugiej połowy XVII wieku; organy z 1900 roku, będące dziełem Tomasza Falla, organmistrza ze Szczyrzyca.
Murowana, kamienna dzwonnica pochodzi z XVIII wieku. Została włączona w obręb muru wokół kościoła, w kształcie potrójnej arkady, w łukach której zawieszone są trzy dzwony: „Mikołaj", „Maria" i „Antoni", odlane w 1962 roku.